# グランプリ・シクリスト・ド・ケベック2012
グランプリ・シクリスト・ド・ケベック2012（Grand Prix Cycliste de Québec 2012）は、グランプリ・シクリスト・ド・ケベックの3回目のレース。2012年9月7日に行われた。

## 参加チーム

### UCIプロチーム
| チーム名                                | 国籍           | コード |
| --------------------------------------- | -------------- | ------ |
| AG2R・ラ・モンディアル                  | フランス       | ALM    |
| アスタナ                                | カザフスタン   | AST    |
| BMC・レーシングチーム                   | アメリカ合衆国 | BMC    |
| エウスカルテル・エウスカディ            | スペイン       | EUS    |
| FDJ・ビッグマット                       | フランス       | FDJ    |
| ガーミン・シャープ                      | アメリカ合衆国 | GRS    |
| グリーンエッジ                          | オーストラリア | GEC    |
| チーム・カチューシャ                    | ロシア         | KAT    |
| ランプレ・ISD                           | イタリア       | LAM    |
| リクイガス・キャノンデール              | イタリア       | LIQ    |
| ロット・ベリソル                        | ベルギー       | LTB    |
| モビスター・チーム                      | スペイン       | MOV    |
| オメガファーマ・クイックステップ        | ベルギー       | OPQ    |
| ラボバンク                              | オランダ       | RAB    |
| レディオシャック・ニッサン・トレック    | ルクセンブルク | RNT    |
| チーム・サクソバンク - ティンコフバンク | デンマーク     | STB    |
| チーム・スカイ                          | イギリス       | SKY    |
| ヴァカンソレイユ・DCM                   | オランダ       | VCD    |

### 招待チーム
- コフィディス（ フランス・COF）
- チーム・ヨーロッパカー（ フランス・EUC）
- スパイダーテック・C10（ カナダ・SPI）
- カナダナショナルチーム

## 成績
- 12.6㎞ Ｘ 16周[1]

| 順位 | 選手名                         | 国籍           | チーム                           | 時間          |
| ---- | ------------------------------ | -------------- | -------------------------------- | ------------- |
| 1    | サイモン・ジェラン             | オーストラリア | オーストラリア                   | 4時間53分04秒 |
| 2    | フレフ・ファン・アヴェルマート | ベルギー       | BMC・レーシングチーム            | 同            |
| 3    | ルイ・コスタ                   | ポルトガル     | モビスター・チーム               | +04秒         |
| 4    | ルカ・パオリーニ               | イタリア       | チーム・カチューシャ             | 同            |
| 5    | トム・スラフテル               | オランダ       | ラボバンク                       | 同            |
| 6    | ディエゴ・ウリッシ             | イタリア       | ランプレ・ISD                    | 同            |
| 7    | トマ・ヴォクレール             | フランス       | チーム・ヨーロッパカー           | 同            |
| 8    | ファビアン・ヴェークマン       | ドイツ         | ガーミン・シャープ               | 同            |
| 9    | ゲラルト・ツィオレック         | ドイツ         | オメガファーマ・クイックステップ | 同            |
| 10   | フランソワ・パリジアン         | フランス       | スパイダーテック・C10            | 同            |
| 85   | 別府史之                       | 日本           | オリカ・グリーンエッジ           | +4分41秒      |